# Bondi Beach
Bondi Beach er en populær strand og navnet på den omkringliggende forstad i Sydney, New South Wales, Australien. Bondi Beach ligger 7 kilometer øst for Sydneys centrum i lokalregeringsområdet Waverley Council i bydelen Eastern Suburbs. Den har 11.513 indbyggere. De tilstødende forstæder er Bondi, North Bondi og Bondi Junction. Bondi Beach er en af mest besøgte turistdestinationer i Australien.

## Historie
"Bondi," oprindeligt "Boondi" er et aboriginsk ord, som første gang blev brugt af australiere af europæisk afstamning mellem 1899 og 1903. Nogle mener, det har betydningen "lyden af bølger som brydes på stranden," hvilket stort set svarer til det engelske "surf", men Australian Museum angiver, at Bondi betyder sted hvor en kamp med bondi-kæppe (også kaldet nulla nullas, en slags kæppe der blev brugt som våben) fandt sted.
I 1809 fik vejbyggeren William Roberts tildelt land i området. I 1851 købte Edward Smith Hall og Francis O'Brien 200 acre (80 hektar) af dette land, og hovedparten af det der lå ned til stranden, som blev kaldt "The Bondi Estate." Hall var O'Briens svigerfar. Mellem 1855 and 1877 købte O'Brien resten af sin svigerfars jord og omdøbte det til "O'Brien Estate". Han åbnede stranden og det omliggende område for offentligheden til picnic og forlystelser. Da stranden blev stadig mere populær, truede O'Brien med at lukke for offentlig adgang til stranden. Efter opfordring fra Waverley Council gjorde regeringen i New South Wales i midten af 1882 Bondi Beach til en offentlig strand. Den første sporvogn til stranden åbnede i 1884. Waverley Council byggede de første badehuse på stranden i 1903. I 1929 besøgte omkring 60.000 mennesker på en sommerdag i weekenden. Åbningen af en pavillon samme år blev besøgt af 200.000.
6. februar 1938 druknede fem mennesker og 250 mennesker blev reddet, da at en række store bølger ramte stranden og trak folk tilbage i havet. Dagen er kendt som "Black Sunday".
Bondi Beach var en arbejderklasseforstad gennem størstedelen af det 20. århundrede, og indvandrere fra New Zealand udgjorde størstedelen af den lokale befolkning. Efter 2. verdenskrig blev Bondi Beach og Eastern Suburbs hjem for jødiske indvandrere fra Polen, Rusland, Ungarn, Tjekkoslovakiet og Tyskland. Den jødiske indvandring fortsatte indtil det 21. århundrede og der er flere synagoger og en kosher slagter. Den multikulturelle indvandring drev væksten i forstaden gennem 1990'erne og ændrede den gradvist fra at være et arbejderkvarter til at være en enklave for middelklassen og de velhavende ligesom dens naboer Rose Bay og Bellevue Hill, som havde det dyreste postnummer i landet fra 2003 til 2005.
Bondi Beach var længe i centrum for kampen for anstændigt badetøj. I 1907 var der store protester på Bondi Beach og andre strande i Sydney mod nye regler for badetøj. Lovgivning fra 1935 fastlagde definitionen på anstændigt badetøj helt frem til 1961. Det førte til mange kontroverser efter 2. verdenskrig, da den todelte bikini blev populær. Waverley Council havde strandinspektører, som skulle håndhæve reglerne og om nødvendigt måle størrelsen på badetøjet. Dem, der overtrådte reglerne, blev bortvist. Den amerikanske skuespiller Jean Parker trak international overskrifter, da hun var på ferie i 1951 og blev eskorteret væk fra Bondi Beach, da hendes bikini var for lille. Reglen blev mere og mere anakronistisk i 1950'erne og blev i 1961 erstattet med en ny, som krævede at de badende skulle være "iklædt anstændigt badetøj", som tillod en mere subjektiv vurdering. I 1980'erne var det blevet almindeligt at bade topløs, især i den sydlige ende.
Sydney Water, som står for drikkevand og spildevand i Sydney, havde en udledning af urenset spildevand lige nord for stranden indtil, man i  midten af 1960'erne byggede et rensningsanlæg. Anlægget blev opgraderet i 1990'erne og flere gange siden. I dag er anlægget nedgravet i sandstensklippen og beliggende 40-50 meter jordoverfladen. Anlægger behandler spildevand fra 500.000 mennesker og udledningen sker dybt i havet 2,2 kilometer fra kysten.
I marts 2020 lukkede New South Wales regering Bondi Beach efter, at antallet af mennesker på stranden oversteg Australiens begrænsning på udendørsforsamlinger i forbindelse med COVID-19 restriktionerne i New South Wales.

## Demografi
Bondi Beach bliver ofte regnet for at være en af Sydneys tættest befolkede forstæder og havde 10.188 indbygger pr km2 i 2011. Ved folketællingen i 2016 var der 11.656 indbyggere i Bondi Beach, hvoraf 45,3 % var født i Australien. Af andre lande var 8,7 % født i England, 3,4 % i New Zealand, 2,3 % i Sydafrika, 2,0 % i USA og 2,0 % i Brasilien. 64,8 % talte kun engelsk hjemme, 3,5 % spansk, 2,4 % fransk, 2,1 % portugisisk, 1,9 % italiensk og 1,7 % russisk. 41,2 % svarede, at de ikke var religiøse, og 18,9 % svarede, de var katolikker. Alderssammensætningen afveg markant fra det australske gennemsnit, og der var mere end dobbelt så mange indbyggere i alderen 25-40 som på landsplan.

## By
Bondi Beach har et butiksområde langs Campbell Parade og dens sidegader med mange cafeer, restauranter og hoteller med strandudsigt. Butikscenteret Pacific Bondi Beach ligger, hvor Swiss Grand Hotel tidligere lå.
Bondi Beach har flere steder, som er registreret på forskellige kulturarvslister. Det gælder bl.a.:
- 20 Hall Street: Bondi Beach Post Office[21]
- 178 Campbell Parade: Hotel Bondi er en markant bygning på Campbell Parade. Det blev bygget fra 1915 til 1920'erne og er tegnet af E. Lindsay Thompson. Det indeholder elementer fra italiensk stil, australsk føderationsarkitektur og klassisk stil.[22]
- Queen Elizabeth Drive: Bondi Beach Cultural Landscape er registreret som NSW Heritage.[23] Bondi Beach Pavilion er en del af Bondi Beach Cultural Landscape. Det er et medborgerhus lige ved stranden, som har teater, udstillinger, øvelseslokaler, møderum, kunstværksteder og studier. Bondi Pavilion har flere festivaloptrædener hvert år.

Bondi Beach kom på Australian National Heritage List i 2008. Listen indeholder i alt 119 steder i Australien med stor national kultur- eller naturværdi.

## Stranden
Bondi Beach er omkring 0,6 kilometer lang og har mange gæster hele året. Livredderorganisationen Surf Life Saving Australia lavede i 2004 en risikovurdering af Bondi Beach. Den nordlige del blev vurderet til 4 (med 10 som det farligste), mens den sydlige del blev vurderet til 7 på grund af et berygtet revlehul kendt som "Backpackers' Rip". Den sydlige del ligger tæt på busstoppestedet, og mange backpackers og turister vælger at bade her, da de ikke er klar over, at den glatte overflade på vandet skyldes et farligt revlehul eller bare ikke er villige til at gå til den nordlige og mere sikre del af stranden. Den sydlige del af stranden er normalt reserveret til surfere. Gule og røde flag markerer sikre badesteder og gæster tilrådes at svømme mellem dem.
Der er et hajnet under vandet. Det strækker sig ikke over hele stranden, men er lavet af overlappende sektioner. Mange andre strande langs samme kyststrækning har samme slags hajnet. Grupper af hvaler og delfiner kan ses i bugten i vandringsperioderne (marts–maj og september–november). Dværgpingvinen er en sjælden gæst, men ses nogle gange tæt på kysten eller mellem surferne.
I 2007 blev Guinness verdensrekorden for det største badedragtsfoto sat på Bondi Beach, da 1.010 kvinder i bikini stillede op.

## Sport og fritid
Bondi Beach har et hold, Sydney Roosters (officielt Eastern Suburbs District Rugby League Football Club), i National Rugby League, som er en af de mest populære sportsturneringer i Australien. Klubbens hovedkvarter ligger i Bondi Junction, men klubben spiller sine hjemmekampe på det nærtliggende Sydney Football Stadium i Moore Park.
Bondi Beach er målet for det store motionsløb City to Surf, som bliver afviklet i august hvert år. Løbet havde i 2019 84.000 deltagere, som løb de 14 kilometer fra Sydney centrum til to Bondi Beach.
En offentlig sti langs kysten forbinder Bondi med South Head mod nord og andre strande mod syd ned til Coogee.
Bondi Beach var vært for beach volleyball ved sommer-OL 2000. Et midlertidigt stadion med 10.000 pladser, et langt mindre stadion, 2 opvarmningsbaner og 3 træningsbaner blev lavet til lejligheden.

### Livredderklubber
Bondi Surf Bathers' Life Saving Club hævder at være verdens første livredningsklub. Den blev stiftet i 1907 ligesom den anden store livredningsklub North Bondi Surf Life Saving Club. Bondi Beach var vært for de første australske mesterskaber for livredning (Australian Surf Lifesaving Championship) i 1915. Livreddere fra begge klubber var i 1938 involveret i den største redningsaktion nogen sinde, kendt som 'Black Sunday'.

### Bondi Icebergs
Bondi Icebergs Swimming Club kan spores tilbage til 1929, da en gruppe lokale livreddere ønskede at holde sig i form over vinteren. De dannede en vintersvømmeklub, og ifølge vedtægterne skulle man for at opretholde sit medlemskab konkurrere 3 ud af 4 søndage om vinteren i en periode på 5 år.

### Bondi Skate Park
Bondi Skate Park åbnede i 1991 med kun to ramper, men i 2004 blev den opgraderet efter at Waverly Council havde rådført sig med skaterne. Resultatet blev en bowleformet rampe med en 3,7 meter høj ende og en 1,5 meter lav ende, der er tildelt 4 ud af 5 stjerner af Skateboard Australia. Parken var fra 2004 til 2018 vært for den internationale skateboard-konkurrence BOWL-A-RAMA.

## Kultur og arrangementer
Talrige festivaler og arrangementer som den årlige Miss Bondi skønhedskonkurrence er medvirkende til at gøre Bondi Beach til en populær turistdestination.
Hvert år er der i januar Flickerfest, Australiens første internationale kortfilmfestival, i juni World Environment Day og i november Sculpture by the Sea. Winter Magic Festival afholdes i juni/juli og havde i 2016 60.000 gæster. Derudover er Bondi Beach Markets åben hver søndag, og der er et  madmarked hver lørdag på Bondi Beach Public School. Mange irske og britiske turister bruger juledag på stranden.

### I populærkultur
Bondi Beach har været brugt i talrige film, TV-serier og musikvideoer.
- Deep Water er en fiktionsminiserie fra 2016, som foregår i Bondi Beach, som er bygget på en række overfald og mord på 30-80 homoseksuelle mænd i slutningen af 1980'erne og starten af 1990'erne. Dokumentaren Deep Water:The Real Story blev sendt samtidigt med miniserien.[36]
- Bondi Rescue er en tv-serie om livredderne på Bondi Beach, som startede i 2006 og stadig produceres.[37]
- Bondi Vet er en tv-serie om en dyrlæge på Bondi Junction Veterinary Hospital, som blev produceret fra 2009 til 2016.[38]